# Distrito de Hingoli
Hingoli (en maratí; हिंगोली जिल्हा ) es un distrito del estado de Maharastra, en India. 
Tiene una superficie de 4 526 km².
El centro administrativo es la ciudad de Hingoli.

## Demografía
Según el censo de 2011, tiene una población total de 1 177 345 habitantes.